# Euphaeidae
Euphaeidae – rodzina ważek równoskrzydłych (Zygoptera). Obejmuje około 80 gatunków rozprzestrzenionych głównie w Starym Świecie. Zgrupowane są w rodzajach: 
- Anisopleura Selys, 1853
- Bayadera Selys, 1853
- Cryptophaea Hämäläinen, 2003
- Cyclophaea Ris, 1930
- Dysphaea Selys, 1853
- Epallage Charpentier, 1840
- Euphaea Selys, 1853
- Heterophaea Cowley, 1934
- Schmidtiphaea Asahina, 1978